# Revue roumaine de philosophie
Revue Roumaine de Philosophie (? - prezent) este o revistă academică românească de filosofie publicată de Academia Română. Revista publică articole în limbile franceză, engleză și germană.